# Xenobatrachus giganteus
Xenorhina gigantea là một loài ếch trong họ Nhái bầu. Chúng là loài đặc hữu của Indonesia.
Các môi trường sống tự nhiên của chúng là các khu rừng vùng núi ẩm nhiệt đới hoặc cận nhiệt đới và đồng cỏ ở cao nhiệt đới hoặc cận nhiệt đới. Loài này đang bị đe dọa do mất môi trường sống.